# 大熊栄
大熊 栄（おおくま さかえ 1944年4月8日 - 2007年1月21日）は、日本のイギリス文学者、翻訳家。名前の表記は「大熊 榮」もある。

## 経歴
埼玉県南埼玉郡菖蒲町出身。
1970年東京教育大学文学部卒業。
1975年東京都立大学大学院博士課程修了。
専門分野はイギリス文学(ジョン・ダンの詩、現代小説)。
1975年國學院大學専任講師、1977年助教授、1979年明治大学助教授、1984年教授、2001年筑波大学教授。
大学での自由研究時間に翻訳業務をこなす。
2003年筑波大学英語教育学会会長。
2006年関東学院大学、同大学院教授。2007年逝去。 
A・J・クィネルの全作品を翻訳しているほか、アルトゥーロ・ペレス・レベルテの『呪のデュマ倶楽部』（と、その映画化のノベライズ『ナインスゲート』）、ジェイムズ・ヘリオット『生きものたちよ』、マーティン・エイミス『サクセス』『時の矢』など、訳書多数（以上、『地獄の静かな夜』の訳者紹介）。

## 著書
以下、★は「大熊 榮」名での著書
- 『ダン、エンブレム、マニエリスム : 機知の観察』（白凰社、明治大学人文科学研究所叢書） 1986
- 『サルマン・ルシュディの文学 : 「複合自我」表象をめぐって』（人文書院） 2004　★

## 翻訳
以下、★は「大熊 榮」名での翻訳
- 『十二夜殺人事件』（マイケル・ギルバート、集英社、Playboy books） 1978、のち集英社文庫
- 『悪魔の人質』（マラカイ・マーチン、集英社） 1980
- 『ケイティ殺人事件』（マイケル・ギルバート、集英社、Playboy books） 1981
- 『現代詩の実験』（C・M・バウラ、みすず書房） 1981
- 『十一月の男』（フリーマントル、新潮社、新潮文庫） 1985
- 『追いつめられた男』（フリーマントル、新潮社、新潮文庫） 1986
- 『皇帝の墓を暴け』（モンタルバーノ, ハイアセン、集英社、集英社文庫） 1986
- 『聖ヴェロニカの陰謀』（ルイス・パーデュー、集英社、集英社文庫） 1987
- 『最後に笑う者』（ジョン・リッグズ、集英社、集英社文庫） 1988
- 『サントリーニの牙』（アリステア・マクリーン、早川書房、Hayakawa novels） 1988
- 『読後、死が訪れる』（アンナ・ポーター、二見書房、二見文庫ザ・ミステリ・コレクション） 1989
- 『白く渇いた季節』（アンドレ・ブリンク、集英社） 1990
- 『時の矢 : あるいは罪の性質』（マーティン・エイミス、角川書店） 1993
- 『サクセス』（マーティン・エイミス、白水社、新しいイギリスの小説） 1993
- 『呪のデュマ倶楽部』（アルトゥーロ・ペレス・レベルテ、集英社） 1996
  - 『ナインスゲート』（ペレス・レベルテ、集英社、集英社文庫） 2000
- 『ナボコフ夫人を訪ねて - 現代英米文化の旅』（マーティン・エイミス、 西垣学共訳、河出書房新社） 2000　★
- 『ドクター・ヘリオットの素晴らしい人生』上・下（ジム・ワイト、集英社、集英社文庫） 2006　★

### A・J・クィネル
- 『メッカを撃て』（A・J・クィネル、集英社 1983 (Playboy books) のち新潮文庫　のち集英社文庫
- 『スナップ・ショット』（A・J・クィネル、新潮社、新潮文庫） 1984、のち集英社文庫
- 『血の絆』（A・J・クィネル、新潮社、新潮文庫） 1985
- 『サン・カルロの対決』（A・J・クィネル、新潮社、新潮文庫） 1986、のち集英社文庫
- 『ヴァチカンからの暗殺者』（A・J・クィネル、新潮社、新潮文庫） 1987
- 『イローナの四人の父親』（A・J・クィネル、新潮社、新潮文庫） 1992
- 『トレイル・オブ・ティアズ』（A・J・クィネル、集英社） 2000　★
- 『地獄の静かな夜』（A・J・クィネル、集英社） 2001　★ - 短編集

#### 元傭兵クリーシィ・シリーズ
- 『燃える男』（A・J・クィネル、集英社、Playboy books） 1982、のち集英社文庫、のち新潮文庫、のち集英社文庫
- 『パーフェクト・キル』（A・J・クィネル、新潮社、新潮文庫） 1994、のち集英社文庫
- 『ブルー・リング』（A・J・クィネル、新潮社、新潮文庫） 1995、のち集英社文庫
- 『ブラック・ホーン』（A・J・クィネル、 新潮社、新潮文庫） 1996 (新潮文庫)　のち集英社文庫
- 『地獄からのメッセージ』（A・J・クィネル、新潮社、新潮文庫） 1997

### ジェイムズ・ヘリオット
- 『ドクター・ヘリオットの生きものたちよ』（ジェイムズ・ヘリオット、集英社） 1993
- 『ドクター・ヘリオットの猫物語』（ジェイムズ・ヘリオット、集英社） 1995、のち改題文庫化『猫物語』
- 『ドクター・ヘリオットの犬物語』（ジェイムズ・ヘリオット、集英社） 1997、のち改題文庫化『犬物語』
- 『動物物語』（ジェイムズ・ヘリオット、集英社、集英社文庫） 2002　★
- 『毎日が奇跡』上・下（ジェイムズ・ヘリオット、集英社、集英社文庫） 2004　★